# 元田龍矢
元田 龍矢（もとだ りゅうや、1994年9月2日 - ）は、広島県広島市出身の元サッカー選手。ポジションは、ミッドフィールダー（MF）。

## 来歴
広島高陽FC U-15、瀬戸内高校を経て、高知大学へ進学。2年次の2014年より四国リーグの高知UトラスターFCに登録され、2シーズンプレーした。高知UT所属時に全国地域リーグ決勝大会で対戦した、当時VONDS市原の監督を務めていた水戸ホーリーホックの西村卓朗強化部長に評価され、4年次の2016年8月に水戸の特別指定選手に承認された。
2017年より、水戸ホーリーホックへ正式に加入し、同年はアルビレックス新潟シンガポールに期限付き移籍。
2018年、水戸ホーリーホックへ復帰。
2018年6月、JFLのヴァンラーレ八戸に育成型期限付き移籍。
2018年を以て水戸、八戸ともに契約満了となり、2019年、高知ユナイテッドSCに移籍。しかし、開幕前の2月26日に契約解除が発表された。

## 所属クラブ
ユース経歴
- 広島高陽フットボールクラブU-12
- 広島高陽フットボールクラブU-15
- 広島県瀬戸内高等学校
- 高知大学
  - 2014年 - 2015年  高知UトラスターFC
  - 2016年8月 - 同年12月  水戸ホーリーホック（特別指定選手）

プロ経歴
- 2017年 - 2018年  水戸ホーリーホック
  - 2017年  アルビレックス新潟シンガポール（期限付き移籍）
  - 2018年6月 - 同年12月 ヴァンラーレ八戸（育成型期限付き移籍）
- 2019年1月 - 同年2月  高知ユナイテッドSC

## 個人成績
| 国内大会個人成績 | 国内大会個人成績 | 国内大会個人成績 | 国内大会個人成績 | 国内大会個人成績 | 国内大会個人成績 | 国内大会個人成績 | 国内大会個人成績 | 国内大会個人成績 | 国内大会個人成績 | 国内大会個人成績 | 国内大会個人成績 |
| 年度             | クラブ           | 背番号           | リーグ           | リーグ戦         | リーグ戦         | リーグ杯         | リーグ杯         | オープン杯       | オープン杯       | 期間通算         | 期間通算         |
| 年度             | クラブ           | 背番号           | リーグ           | 出場             | 得点             | 出場             | 得点             | 出場             | 得点             | 出場             | 得点             |
| 日本             | 日本             | 日本             | 日本             | リーグ戦         | リーグ戦         | リーグ杯         | リーグ杯         | 天皇杯           | 天皇杯           | 期間通算         | 期間通算         |
| ---------------- | ---------------- | ---------------- | ---------------- | ---------------- | ---------------- | ---------------- | ---------------- | ---------------- | ---------------- | ---------------- | ---------------- |
| 2013             | 高知大           | 22               | -                | -                | -                | -                | -                | 2                | 0                | 2                | 0                |
| 2014             | 高知UT           | 18               | 四国             |                  |                  | -                | -                | -                | -                |                  |                  |
| 2015             | 高知UT           | 10               | 四国             |                  |                  | -                | -                | -                | -                |                  |                  |
| シンガポール     | シンガポール     | シンガポール     | シンガポール     | リーグ戦         | リーグ戦         | リーグ杯         | リーグ杯         | シンガポール杯   | シンガポール杯   | 期間通算         | 期間通算         |
| 2017             | 新潟S            | 14               | Sリーグ          | 19               | 3                | 4                | 0                | 3                | 1                | 26               | 4                |
| 日本             | 日本             | 日本             | 日本             | リーグ戦         | リーグ戦         | リーグ杯         | リーグ杯         | 天皇杯           | 天皇杯           | 期間通算         | 期間通算         |
| 2018             | 水戸             | 39               | J2               | 0                | 0                | -                | -                | 1                | 0                | 1                | 0                |
| 2018             | 八戸             | 6                | JFL              | 6                | 0                | -                | -                | -                | -                | 6                | 0                |
| 2019             | 高知U            | -                | 四国             | -                | -                | -                | -                | -                | -                | -                | -                |
| 通算             | 日本             | 日本             | J2               | 0                | 0                | -                | -                | 1                | 0                | 1                | 0                |
| 通算             | 日本             | 日本             | JFL              | 6                | 0                | -                | -                | -                | -                | 6                | 0                |
| 通算             | 日本             | 日本             | 四国             | -                | -                | -                | -                | -                | -                | -                | -                |
| 通算             | 日本             | 日本             | 他               | -                | -                | -                | -                | 2                | 0                | 2                | 0                |
| 通算             | シンガポール     | シンガポール     | Sリーグ          | 19               | 3                | 4                | 0                | 3                | 1                | 26               | 4                |
| 総通算           | 総通算           | 総通算           | 総通算           | 25               | 3                | 4                | 0                | 6                | 1                | 35               | 4                |

- 2016年は特別指定選手

## タイトル

### クラブ
高知UトラスターFC
- 四国サッカーリーグ（2014年）

アルビレックス新潟シンガポール
- Sリーグ（2017年）
- シンガポール・カップ（2017年）
- シンガポール・リーグカップ（2017年）
- シンガポール・チャリティーシールド（2017年）